# Nepals natur

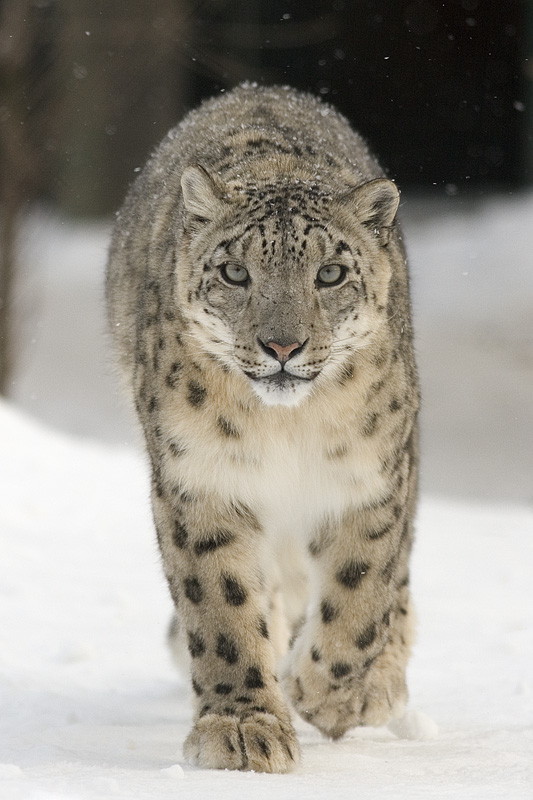
Snöleopard.

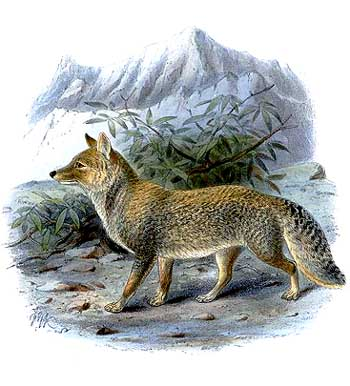
Den tibetanska raven.

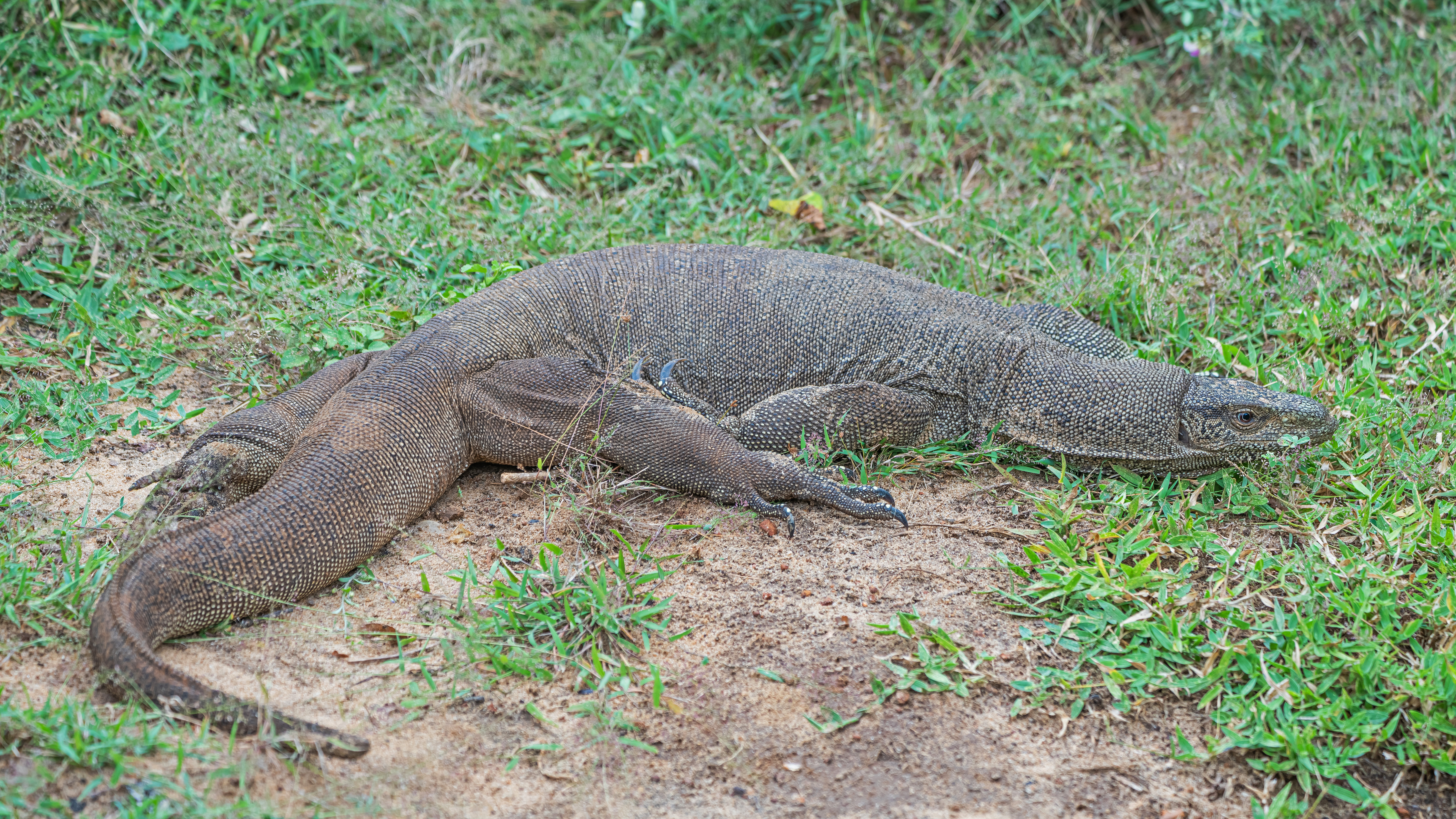
Varanus bengalensis, “bengalisk varan”.

Nepals natur kännetecknas av en mångfald, som beror på den stora variationen i klimat, från tropiska miljöer till arktiska.

## Naturskydd
Nepal har sedan 1973 bildat ett antal nationalparker och naturreservat för att skydda faunan. Det finns fyra olika grader av skydd. 2002 fanns det 23 skyddade områden: 9 nationalparker, 3 naturreservat, 1 aktreservat, 4 skyddsområden och 11 buffertzoner. De mest kända är världsarven Sagarmatha nationalpark, Chitwans nationalpark och Kathmandudalen.

## Fauna

### Däggdjur
Det finns 208 däggdjursarter i Nepal, om man bortser från fyra arter som är fastslagna som utrotade. Bland arterna märks indisk räv, bengalisk tiger, trädleopard, korsakräv, indisk pansarnoshörning, asiatisk elefant, marmorkatt, kattbjörn, snöleopard, tibetansk räv och tibetansk varg (Canis lupus filchneri). Flera av arterna hotas av utrotning.

### Kräldjur
Det finns ett flertal olika typer av kräldjur inom Nepals gränser, från näsgropsormar till varaner. Bland arterna kan nämnas varanarterna Varanus bengalensis och Varanus flavescens, näsgropsormen Gloydius himalayanus, sköldpaddsarten Indotestudo elongata och en underart av huggormsarten Cryptelytrops septentrionalis. Det finns också flera reptilarter som är endemiska för Nepal: agamarten Sitana fusca, geckoarterna Gonydactylus martinstolli och Gonydactylus nepalensis, skinkarna Scincella capitanea) och Asymblepharus nepalensis.
Agamarterna Sitana sivalensis och Japalura tricarinata och näsgropsormarna Trimeresurus karanshahi) och Gloydius strauchi förekommer också i Nepal.
Arter av råttsnok är Nepals vanligaste ormar, medan kungskobran är den största ormen.
Krokodiler förknippas inte med Nepal, men sumpkrokodilen är ganska vanlig i landets södra delar och världens längsta sötvattenskrokodil, gavialen finns i södra Nepals floder.

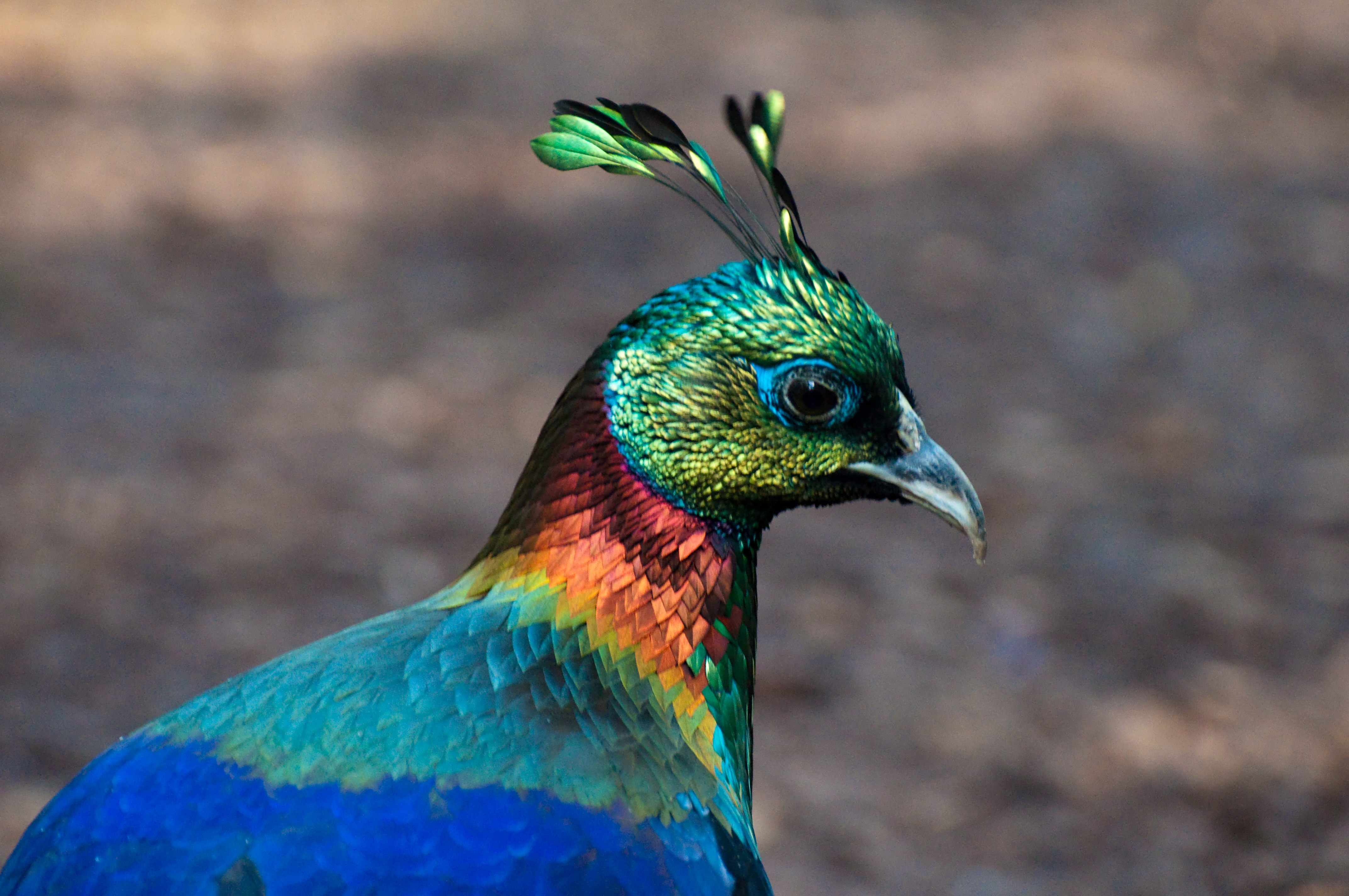
Himalayamonal är Nepals nationalfågel.

### Fåglar
Närmare 900 fågelarter har siktats I Nepal, vilket är mer än i hela Europa sammantaget. 150 arter är vintergäster från norr, medan 60 arter är flyttfåglar, som drar söderut för vintern. 30 av fågelarterna är globalt hotade och en art är endemisk, nämligen nepalskriktrasten.
Himalayamonal som är Nepals nationalfågel och lokalt kallas ”danfe”, är en fasanfågel. Det finns ytterligare fem arter av fasanfåglar, åtta arter av storkar, sex arter av minivetter, 17 arter av gökar, 30 arter av monarker och 60 arter av sångare.

### Fiskar
Typiska arter för vattnen i Nepal är: Myersglanis blythii, Psilorhynchus nepalensis, Psilorhynchus pseudecheneis), Schizothorax progastus, Turcinoemacheilus, Erethistoides ascita och Erethistoides cavatura, Batasio macronotus) och malartade fiskar i familjen Sisoridae som Pseudecheneis eddsi, Pseudecheneis crassicauda och Pseudecheneis serracula).

## Flora
Inventeringar i slutet av 1970-talet och början av 1980-talet dokumenterade 5067 arter av fröväxter, varav 5041 var blomväxter och 26 arter var nakenfröiga.
I Terai består skogarna av lövträd, bambu, palmer och salträd. Bland växterna kan nämnas: kvanne, Luculia gratissima, Meconopsis villosa, bergormrot och Ruellia capitata.
Det finns 400 kärlväxter som är endemiska för Nepal. Bland dessa finns två orkidéarter, Pleione coronaria inom jungfruskosläktet och Oreorchis porphyranthes.

### Nationalblomman
Den mest populära bland de endemiska växterna är Rhododendron arboreum som på nepali kallas gurans och är en växt i släktet rododrendron. Lali Gurans (röd rododendron) är särskilt populär. Den växer rikligt i hela Nepal och framför allt på höjder 1400-3600 meter över havet. Blomman är en nationalsymbol och symboliserar ”nationell enighet och folkets suveränitet”. Nepals vapen består av en krans röda rododendron som tillsammans med Nepals flagga omsluter Mount Everest, grönskande berg, den gula färg som symboliserar den bördiga Terai-regionen och handslaget mellan en man och en kvinna som symboliserar jämställdhet.